# Бабянка
Бабянка (укр. Баб'янка) — село в Отынийской поселковой общине Коломыйского района Ивано-Франковской области Украины.
Население по переписи 2001 года составляло 517 человек. Занимает площадь 4,508 км². Почтовый индекс — 78228. Телефонный код — 03433.